# Kabwe 1
Kabwe 1, noto anche come Broken Hill fino al 1967 il nome della città del ritrovamento, è il fossile di un cranio di un ominide della specie Homo heidelbergensis scoperto a Kabwe nello Zambia nel 1921 da Tom Zwiglaar.

## Descrizione
Alla ricerca di depositi di minerali metallici nelle grotte calcaree di Kabwe, il minatore svizzero Tom Zwiglaar trovò il primo fossile umano primitivo mai scoperto in Africa. Inizialmente classificato come Homo rhodesiensis, oggi è attribuito alla specie H. heidelbergensis.
Il cranio ha grandi arcate sopracciliari, un leggero allargamento della parte mediana nota come chiglia sagittale, una sporgenza nella parte posteriore del cranio chiamata toro occipitale, con la parte posteriore con un basso profilo, tutte caratteristiche simili a quelle dell'Homo erectus. Ma Kabwe somiglia anche agli esseri umani moderni con una faccia più piatta, meno prognatica e un cervello di circa 1.280 centimetri cubi.
Insieme al teschio sono stati ritrovati resti fossili di un frammento di mascella, un osso sacro e porzioni di ossa del bacino, oltre a resti degli arti che risultano indistinguibili rispetto a quelle dell'uomo moderno.